# Mili
Mili (deutsch veraltet: Mulgraveinseln) ist ein Atoll von 92 Inseln in der Ratak-Kette im Pazifischen Ozean. Es gehört administrativ zu den Marshallinseln.
Die Landfläche beträgt knapp 16 km², die Fläche der Lagune 763 km². Die größte Ortschaft heißt ebenfalls Mili. Mili ist übersät mit Relikten aus dem Zweiten Weltkrieg (Bunker, Schienen, Artillerie, Flugzeuge). So finden sich dort noch einige japanische Zeros und ein amerikanischer B-25-Bomber. Die Insel ist immer noch bedeckt von Kratern eines dreißigtägigen Bombardements, das 1944 der alliierten Invasion vorausging. Die Insel war 1914 bis 1944 von Japan besetzt. Andere Ortschaften auf Mili sind Nallu, Enejet, Lukonor, Tokewa, und Wau. Nallu, Enejet und Lukonwor sind von Mili aus nur bei Ebbe erreichbar. Mili und Enejet haben kleine Flugplätze.
Im Jahr 2021 lebten 497 Menschen auf den Inseln. Das Atoll ist durch einen Kanal, die Klee Passage, von dem kleineren Knox-Atoll getrennt.

## Die Globe-Meuterei
1823 wurde der Walfänger Globe aus Martha’s Vineyard von seiner meuternden Besatzung unter Samuel B. Comstock nach Mili gebracht, nachdem dieser den Kapitän und drei Offiziere umgebracht hatte. Einige Tage nach der Landung wurde Comstock von seinem Mitmeuterer Silas Payne ermordet. Sechs Besatzungsmitglieder flohen daraufhin mit dem Schiff und ließen neun Seeleute auf der Insel zurück. Bis ein Rettungsschiff (der Klipper Dolphin) zwei Jahre später die Insel erreichte, waren sieben von ihnen durch Einheimische getötet worden.